# Klinometer

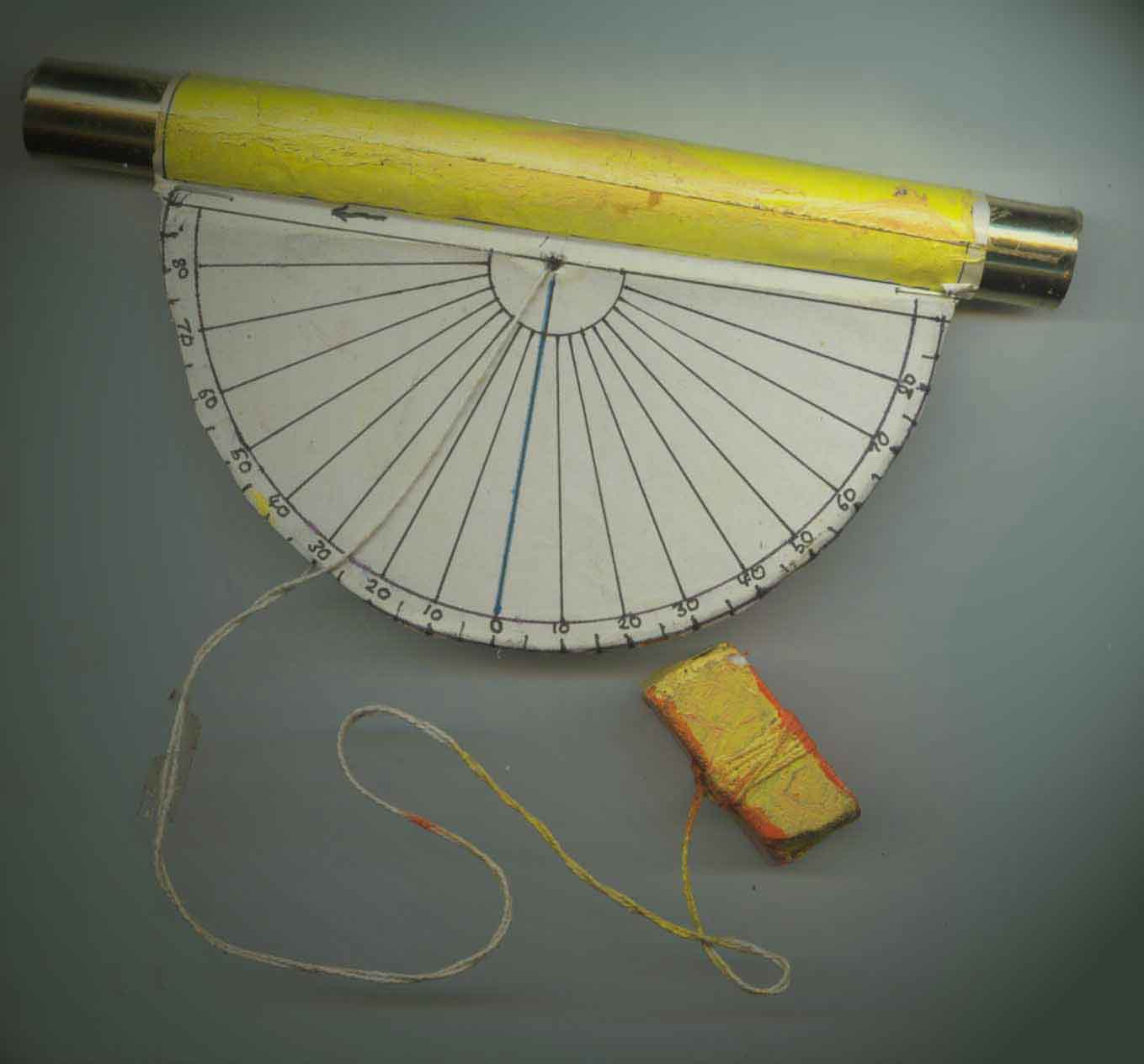
En enkel klinometer - en gradskiva med ett lodsnöre. Genom att syfta genom röret kan man bestämma vinkeln mot horisontalplanet till det man ser.

En klinometer (från grekiskans κλίνειν, klinein, "luta", "böja nedåt", och μέτρον, metron, "mått"), inklinometer eller på svenska lutningsmätare, är ett instrument för att mäta lutningsvinkeln mot horisontalplanet.
Klinometrar kan utformas på olika sätt beroende på användningsområde - de kan exempelvis vara försedda med ett syftningsverktyg för att mäta vinkeln längs en synlinje, eller med en rät "linjal" för att mäta lutningen hos ett underlag. Principen används också för exempelvis krängningsmätare hos rörliga farkoster som flygplan och fartyg. Hos fartyg används klinometrar också för att se till att lasten fördelas så att skeppet ligger rätt i vattnet och inte får slagsida eller blir framtunget/baktungt.
Många kompasser har en inbyggd klinometer med vars hjälp man kan mäta lutningar.
För registrering av ändringar i lodlinjens riktning används instrumentet klinograf.
En klinometer skall inte blandas samman med en inklinationsnål som är en kompassnål upphängd i magnetfältets meridianplan och som används för att bestämma jordmagnetfältets vertikala komponent.

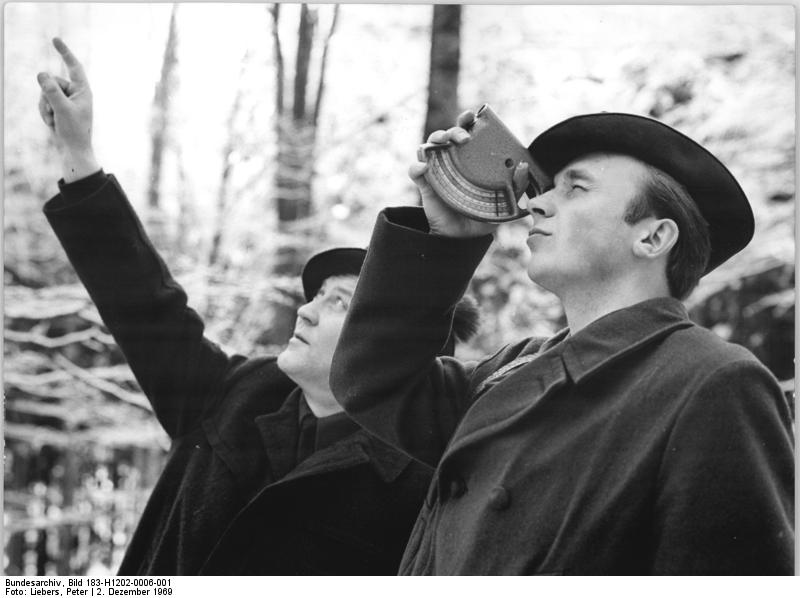
Användande av klinometer för bestämning av ett träds höjd. En horisontell mätning och några enkla trigonometriska beräkningar återstår dock.
Flygplansinstrumentet inklinometer består av en kula i ett vätskefyllt (för dämpningens skull) krökt rör. När planet under en gir (sväng) lutar rätt i förhållande till den kombinerade gravitationskraften och centrifugalkraften ligger kulan "mitt i" röret.
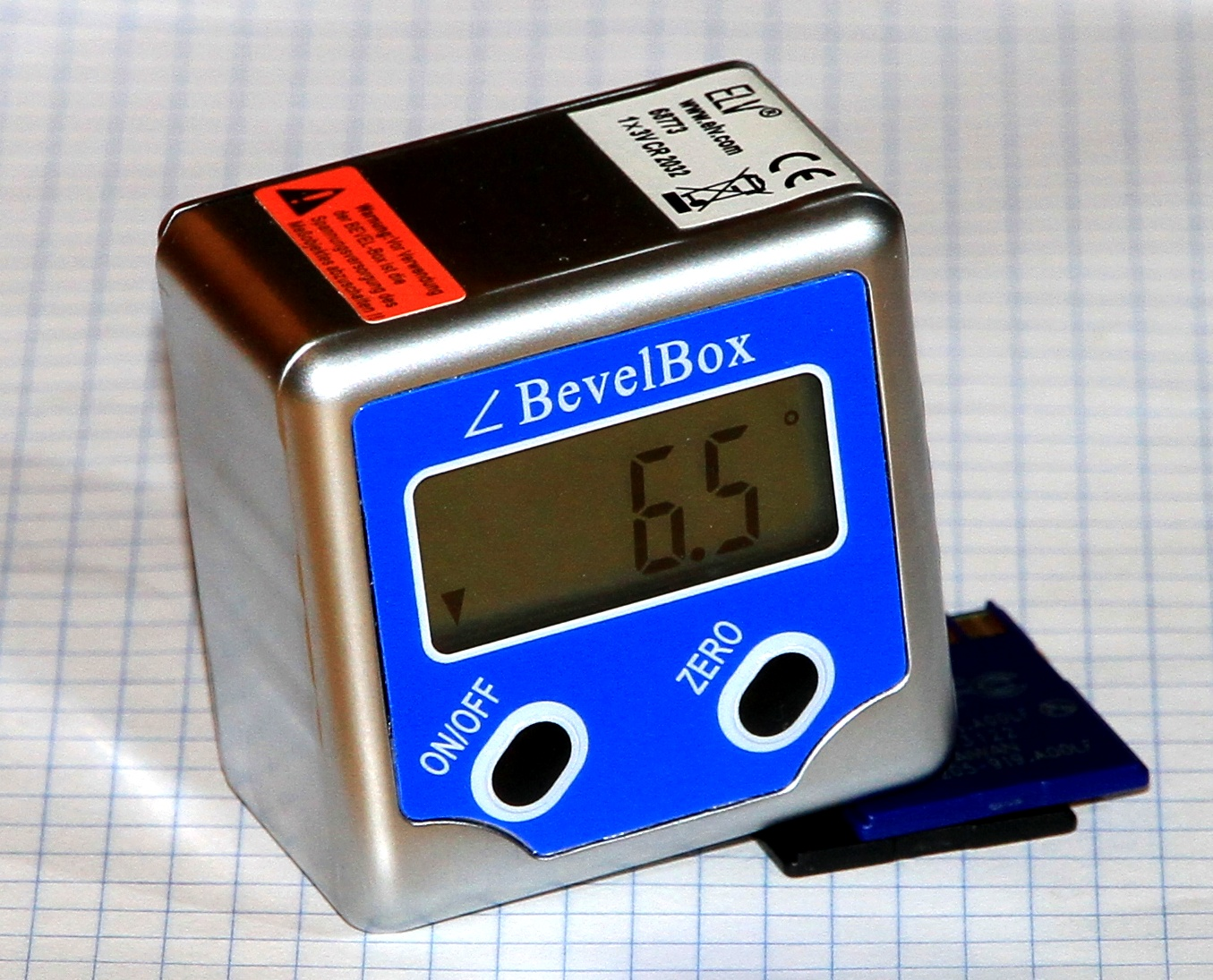
En digtal lutningsmätare som mäter lutningen hos underlaget.
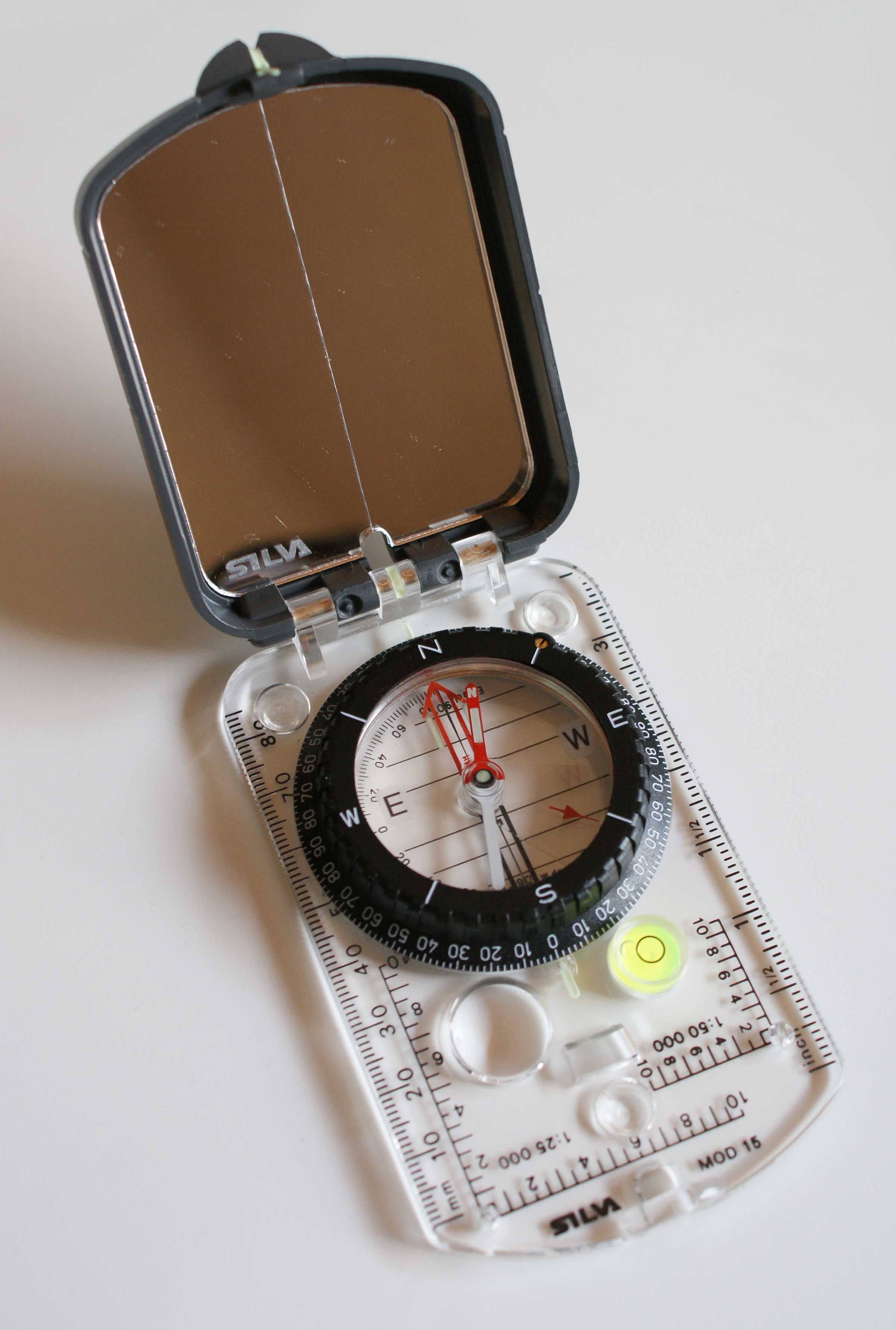
Syftkompass med klinometer. Den lilla röda pilen (på bilden pekande "mot sydost") sitter på en rörlig plastbricka och pekar neråt om man håller kompassplanet vertikalt i stället för horisontellt. Man kan då lägga kompassens kant mot underlaget eller syfta med hjälp av spegeln och därigenom antlngen mäta lutningen hos underlaget eller längs en syftlinje.